# Surazomus boliviensis
Surazomus boliviensis är en spindeldjursart som beskrevs av James Cokendolpher och Paul Reddell 2000. Surazomus boliviensis ingår i släktet Surazomus och familjen Hubbardiidae. Inga underarter finns listade i Catalogue of Life.